# M-stage
M-stage (エムステージ) は、NTTドコモと旧ドコモグループ各社がmova・DoPa・ドコモPHS・FOMA（以下、総称して「通信機器」）で提供していたモバイルマルチメディア機器を対象にしたコンテンツ情報配信サービス群の総称である。2005年6月を以て一部を除き終了している。

## サービスの概要

### mopera情報サービスHot's
1999年にNTTドコモの実質的なインターネットサービスプロバイダであるmoperaのコンテンツ提供サービスとして「mopera有料情報サービスHot's（月額税抜100円）」が開始されたのがM-stageの源流である。
このコンテンツ情報配信サービス部分はM-stageの展開により、2001年にHot'sから有料コンテンツ配信が上下分離する形でメニューサイト部分が「#インフォゲート」と改称されサービスイン（月額税抜100円）。Hot'sは有料コンテンツ課金プロバイダサービス「mopera情報サービスHot's（月額無料）」となる。1999年当時には既に無料版のHot'sが存在していたが、インフォゲート・M-stageのほかmopera関係の有料オプションサービスを利用する場合も有料版のHot'sへの加入が必須であった。2002年8月には情報サービスHot'sもインフォゲートへ統合された。

### mopera位置情報サービス
ブラウザホン（PHS）メニューサイトやPDAの地図コンテンツなどで、端末が通信している基地局の位置を送信し、おおよその現在地を表示させるサービス。PHS端末所在地（基地局）周辺地図をファクシミリやWeb上で通知する「いまどこサービス（現在のイマドコサーチ）」を応用したサービスである。後述のインフォゲートへの統合を機に「M-stage位置情報サービス」となったが、2004年3月末で終了。

### M-stage visual

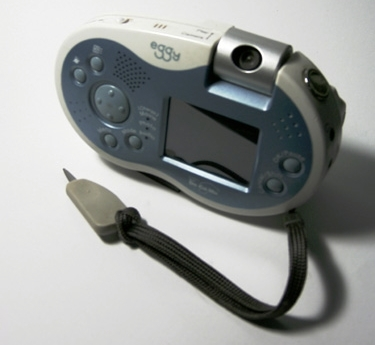
eggy（エッギィ）

- 対応機種はeggy(P-in Comp@ct利用またはドコモPHSをケーブル接続)・musea・FOMA SH2101V・Lookwalk P751v。FOMA P2101VにおいてはFOMA試験サービス時に対応していたが、「接続時間が長いのが問題」となり、商用サービス開始時には非対応となった。

2000年12月に対応端末eggyの発売に合わせて開始された動画配信サービスである。PVや映画の予告編・ニュース映像・コメディを中心に、多彩な動画コンテンツが無料有料問わず用意されており、mopera網へ回線交換による64kデータ通信で接続し、MPEG4(3GP)動画をストリーミング配信する形態だった。インフォゲート統合前までの利用料は月200円で、有料コンテンツ利用分が別途課金される。
サービスの開始から1年弱後の2002年にFOMAでパケット交換方式によるiモーションが開始されたが、こちらはパケット定額制サービスが導入されておらず（パケットパックのみ）、2004年の900iシリーズ発売まで30秒程度の動画しか再生出来なかった事、どちらも従量制の通信費が嵩む点から苦戦を強いられた。2003年4月にPHSのデータ通信定額制サービス「@FreeD」が開始されたものの、eggyは@FreeDには非対応のままであった。2004年3月末にサービス終了。

### M-stage music

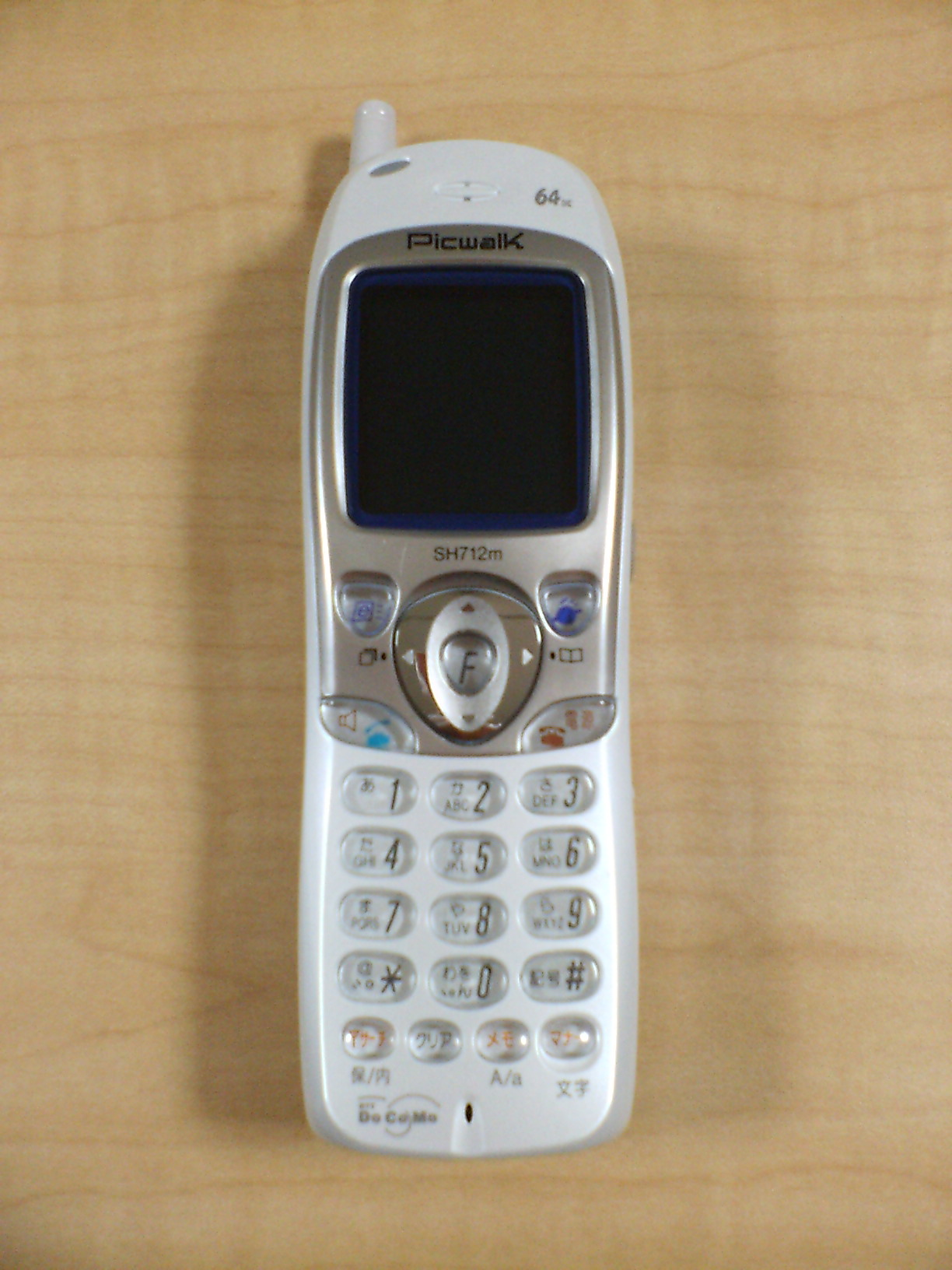
SH712m

- 対応機種はPicwalk P711m・Picwalk SH712m

2001年1月に対応機種Picwalk P711mの発売に伴い開始されたドコモによる音楽配信サービス。mopera網へ回線交換による32k/64kデータ通信で接続し、サイト上でJ-POPや洋楽を中心とした楽曲（コンテンツ）を検索のうえ購入し、端末のメモリーカードにダウンロードすることでフルコーラスの音楽を楽しめるものである。サイト上で試聴もできた。月額利用料は100円。
記録フォーマットは、P711mは128kbpsのAAC方式とSDメモリーカード（SD-Audio）、SH712mはATRAC3(132kbps)方式とマジックゲートメモリースティックを用いている。2000年初頭よりレコード会社主導のPC向け音楽配信サービスが本格的に展開されたが、当初はコンテンツ供給者とメーカーの関係によってATRAC3、AAC、MP3と採用フォーマットがバラバラであったことから、Picwalkもメーカーにより採用フォーマットが異なった。
先述のVisualと同じく、従量制で通信費が嵩み対応機種が限られたことから苦戦し、2004年9月にサービス終了となった。携帯電話端末を用いたフルコーラスの音楽配信サービスはパケ・ホーダイと着うたフルが広く受け入れられる2006年頃までブランクが生じている。
ドコモでは、movaにおいて2000年11月に「SO502iWM」を、2004年12月にD253iWMをSH702mと同じコーデック形式で発売していたが、PCなどでMGメモリースティックへリッピングした楽曲再生のみ対応で音楽配信には未対応であった。また2007年に月額定額制の音楽配信サービスうた・ホーダイを開始したが、2010年5月にNapster Japanの撤退によりコンテンツが大幅縮小している。

### M-Stage book
- 対応機種Windows 98/Windows 2000がインストールされたPC、ザウルスなど一部のPDA機種のみ

2002年10月より開始された電子書籍配信サービス。当時電子書籍の汎用フォーマットとしてシャープが技術開放して間もないXMDF形式を採用し、日本の電子書籍におけるXMDFのデファクトスタンダード化への一歩に貢献した。当初は小説が配信タイトルの中心だったが、2004年からはマンガ（デジタルコミック）の配信も始めた。通信端末からインフォゲート（mopera）に接続した対応機器のみダウンロードが出来る。
ビューワソフトは「ブンコビューア」によるもので、対応端末はPC・PDAのみ。携帯コミックのようにiアプリで読む事は出来なかった。
Music・Visualよりも提供コンテンツ数が伸び悩んだ状態のまま、2005年6月末にインフォゲートと同時に終了した。ドコモが関与する電子書籍配信サービスとしては、2011年1月の2Dfactoの開始まで5年半もの空白期間が存在することになる。

### M-Stage ビジュアルネット

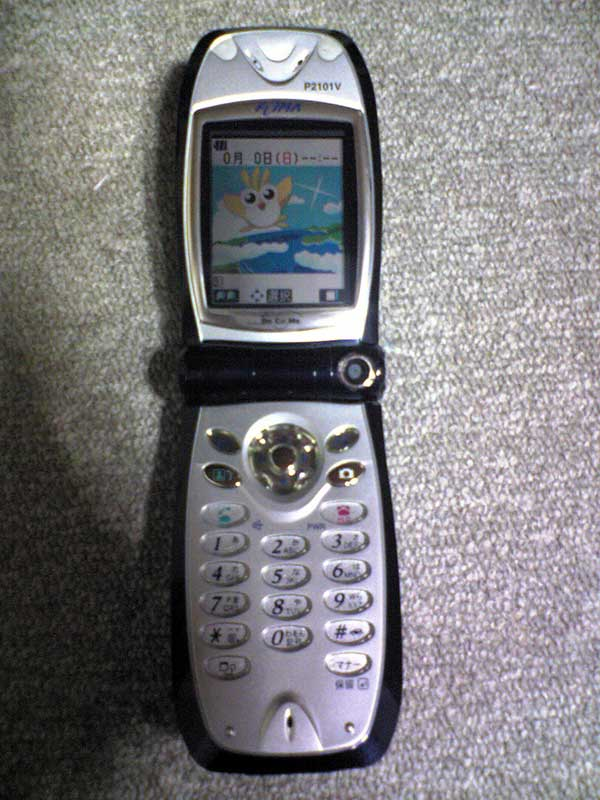
P2101V

テレビ電話対応FOMA端末を用いたテレビ会議システムとして2002年10月よりスタートした。2003年よりFOMAとP751V(PHS)・公衆回線のテレビ電話間との会議も可能となり、法人ユーザー向けのサービスとしてアピールしていた。2005年以降も「ケータイ会議 ビジュアルネット」として存続したが、2012年3月31日で終了する。

### M-Stage Vライブ
テレビ電話機能を用いた動画配信サービス。2002年4月よりFOMA・P751Vでモニターテストが行われ、2002年10月よりP751V向けに、2003年5月よりFOMAでサービスインした。中継映像やサーバに保存された動画コンテンツ（アーカイブ）の視聴を回線交換の64kデータ通信で行う。有料コンテンツも用意されたがM-Stageの終焉までは「インフォゲート」のメニューサイトで課金し、視聴を行うものであった。M-Stage・インフォゲート終了後はVライブへ移行のうえサービスが行われている。

## インフォゲート

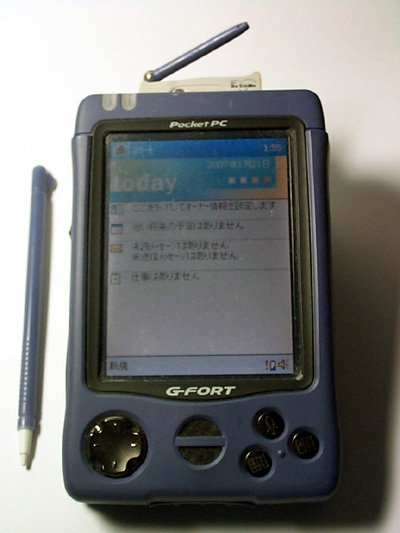
対応PDAの一つであるNTT DoCoMo G-FORT

infogate（インフォゲート）は、「mopera有料情報サービスHot's」の有料コンテンツメニューサイト部分を実質的に継承し、2001年3月1日にスタートした『PDA向けポータルサイトサービス』（言い換えれば、「mopera網専用の携帯電話IP接続サービス」）である。後述の2002年8月にM-Stageと統合し、メニューサイト部分は「M-stage コンテンツメニュー/アプリケーションメニュー」となった。

### M-stage コンテンツメニュー/アプリケーションメニュー
携帯電話と比べて大画面であるPDA端末やノートパソコンを通信端末を介してmoperaへ接続し、ポータルサイトへアクセスすることでニュースサイト・地図・乗換案内（※パケット通信を考慮して、基本的にテキストと簡易な図画のみで構成）などの有料情報コンテンツを購入できるものである。このポータルサイトのシステムはiモード（iメニュー）と同等のIP接続サービスであり、モバイラー版のiモードを狙ったものとされている。
対応端末は一覧表形式で公表されていたが、compact HTML表示が可能な端末でmopera接続が可能な環境であれば問題なかったため、ブラウザホンやLookwalk P751vでも「ブラウザホンメニュー」とは別に、Internet機能でアクセスできた。
メニューサイト数はiモードと比べれば圧倒的に少ない。mopera以外のネットワーク（ブロードバンド回線を含む他プロバイダから）では接続不可であった。
専らのターゲットは外出先でモバイル機器を多用するビジネスマンと法人であり、ビジネスmopera上で企業内LANへ接続するサービスが提供されていた。

## M-Stageの統合
2002年8月より「mopera情報サービスHot's」「インフォゲート（ポータルサイト）」「M-stage」の各サービスを「インフォゲート」へ内包する形で統合した（インフォゲートのサイト名をM-Stageへ変更）。「mopera」「PHS位置情報サービス」についても、料金設定を継続した上でインフォゲートへ内包している。これまでは、M-Stage MusicとVisualはそれぞれ月額200円の料金が発生していたが、インフォゲートの月額100円で利用できるようになった。

## サービスの終焉
利用者減少を理由に、2004年3月末にM-stage PHS位置情報サービス・M-stage visualが、同年9月末にM-stage Musicがサービス終了となり、2005年6月にはインフォゲートとVライブ以外のM-stageサービス全てを終了した。
終了に伴い、内包されていたmoperaは再び独立したサービスとなり、インフォゲートで提供されていた法人向けの一部サービスは独立して提供されている。
2010年より展開されているドコモ スマートフォン向けに提供されるIP接続サービス「spモード」の『コンテンツ決済サービス』は、かつて「mopera情報サービスHot's」や「インフォゲート」で提供されていた『コンテンツ課金サービス』と性質が類似していたり、「2Dfacto（honto）」で提供される電子書籍のフォーマットはM-stage bookと同じXMDFであるなど、M-stageで提供されたサービスが断片的であるものの、新たな形で提供されるようになっている。

## CM
M-stage musicに関して、2001年7月と11月にドコモグループでCMが制作・放送された。前者は宇多田ヒカル（楽曲のみ）の「FINAL DISTANCE」、後者は佐田真由美の「kiseki」とタイアップした。宇多田は同年10月からFOMAのイメージキャラクターとしての出演が決定した一環によるものであったが、CD発売前の7月15日からM-stage musicで試聴配信が実施されていた。